# الإسكندرية للأدوية والصناعات الكيماوية
شركة الإسكندرية للأدوية والصناعات الكيماوية هي شركة مساهمة مصرية تابعة للشركة القابضة للأدوية والكيماويات والمستلزمات الطبية إحدى شركات وزارة قطاع الأعمال العام، تعمل في مجال صناعة الدواء، أنشأت بمدينة الإسكندرية في الخمسينات كشركة صغيرة تحت اسم "معامل نصار"، وكانت تقوم بإنتاج المستحضرات الطبية البسيطة، وبعض الأدوية الأجنبية، وظلت كذلك حتى تم تأميمها سنة 1962 وتغير اسمها إلى "شركة الإسكندرية للأدوية والصناعات الكيماوية"، وأُدرجت في البورصة المصرية في فبراير 1995، يبلغ رأس مال الشركة 50 مليون جنيه مصري، موزعة بين الشركة القابضة للأدوية والكيماويات والمستلزمات الطبية (نسبة 60%)، والنسبة الباقية موزعة على عدة مساهمين.

## المساهمون
تتوزع نسب المساهمين في الشركة كالتالي:
- القابضة للأدوية والكيماويات والمستلزمات الطبية (60%)
- خالد عبد الله محمد عبد الله (6.94%)
- اتحاد العاملين بالشركة (5.00%)
- فرست راند بنك المحدودة (2.80%)
- بيت الخبرة القابضة كامار (2.67%)
- شركة بيت الخبرة للتأجير التمويلي (1.46%)
- محمد خالد عبد الله (0.96%)
- عبد الله خالد عبد الله (0.75%)
- شريف صلاح طاحون (0.001%)
- خميس السيد عبد الوهاب عبد العال (0.0002%)
- أسهم متداولة بالبورصة المصرية (19.41%).

## وصلات خارجية
- الموقع الرسمي للشركة
- الصفحة الرسمية للشركة على موقع فيس بوك